# Drap
Drap (italienisch Drappo) ist eine französische Gemeinde mit 5300 Einwohnern (Stand: 1. Januar 2022) im Département Alpes-Maritimes in der Region Provence-Alpes-Côte d’Azur; sie gehört zum Arrondissement Nizza und zum Kanton Contes. Sie ist Mitglied der Métropole Nice Côte d’Azur. Die Einwohner werden Drapois und Drapoises genannt.

## Geografie
Drap liegt am Fluss Paillon etwa sieben Kilometer nordöstlich von Nizza und wird umgeben von den Nachbargemeinden Cantaron im Norden und Nordwesten, Blausasc im Norden und Nordosten, Peillon im Osten sowie La Trinité im Süden und im Westen. 
Der Bahnhof der Gemeinde wird von der Tendabahn bedient.

## Bevölkerungsentwicklung
| Drap: Einwohnerzahlen von 1793 bis 2016                                                                                    | Drap: Einwohnerzahlen von 1793 bis 2016 | Drap: Einwohnerzahlen von 1793 bis 2016 | Drap: Einwohnerzahlen von 1793 bis 2016 | Drap: Einwohnerzahlen von 1793 bis 2016 |
| --- | --------------------------------------- | --------------------------------------- | --------------------------------------- | --------------------------------------- |
| Jahr |                                         |                                         |                                         | Einwohner                               |
| 1793 | 1793                                    |                                         | 454                                     | 454                                     |
| 1800 | 1800                                    |                                         | 443                                     | 443                                     |
| 1806 | 1806                                    |                                         | 508                                     | 508                                     |
| 1821 | 1821                                    |                                         | 605                                     | 605                                     |
| 1836 | 1836                                    |                                         | 757                                     | 757                                     |
| 1846 | 1846                                    |                                         | 831                                     | 831                                     |
| 1856 | 1856                                    |                                         | 809                                     | 809                                     |
| 1861 | 1861                                    |                                         | 900                                     | 900                                     |
| 1866 | 1866                                    |                                         | 849                                     | 849                                     |
| 1872 | 1872                                    |                                         | 786                                     | 786                                     |
| 1876 | 1876                                    |                                         | 780                                     | 780                                     |
| 1881 | 1881                                    |                                         | 751                                     | 751                                     |
| 1886 | 1886                                    |                                         | 755                                     | 755                                     |
| 1891 | 1891                                    |                                         | 775                                     | 775                                     |
| 1896 | 1896                                    |                                         | 735                                     | 735                                     |
| 1901 | 1901                                    |                                         | 701                                     | 701                                     |
| 1906 | 1906                                    |                                         | 708                                     | 708                                     |
| 1911 | 1911                                    |                                         | 747                                     | 747                                     |
| 1921 | 1921                                    |                                         | 738                                     | 738                                     |
| 1926 | 1926                                    |                                         | 1.328                                   | 1.328                                   |
| 1931 | 1931                                    |                                         | 1.183                                   | 1.183                                   |
| 1936 | 1936                                    |                                         | 1.042                                   | 1.042                                   |
| 1946 | 1946                                    |                                         | 874                                     | 874                                     |
| 1954 | 1954                                    |                                         | 1.205                                   | 1.205                                   |
| 1962 | 1962                                    |                                         | 1.391                                   | 1.391                                   |
| 1968 | 1968                                    |                                         | 1.551                                   | 1.551                                   |
| 1975 | 1975                                    |                                         | 1.561                                   | 1.561                                   |
| 1982 | 1982                                    |                                         | 3.042                                   | 3.042                                   |
| 1990 | 1990                                    |                                         | 4.267                                   | 4.267                                   |
| 1999 | 1999                                    |                                         | 4.332                                   | 4.332                                   |
| 2006 | 2006                                    |                                         | 4.453                                   | 4.453                                   |
| 2011 | 2011                                    |                                         | 4.297                                   | 4.297                                   |
| 2016 | 2016                                    |                                         | 4.508                                   | 4.508                                   |
| Quelle(n): EHESS/Cassini bis 1999, INSEE ab 2006 Anmerkung(en): Ab 1962 offizielle Zahlen ohne Einwohner mit Zweitwohnsitz |                                         |                                         |                                         |                                         |

## Sehenswürdigkeiten
- Kirche Saint-Jean-Baptiste
- Kapelle Sainte-Catherine-d’Alexandrie
- Mühle

## Persönlichkeiten
- Jean Dominique Blanqui (1757–1832), Naturwissenschaftler und Politiker, Mitglied des Rates der Fünfhundert
- Virgile Barel (1889–1979), Politiker (PCF), Bürgermeister von Nizza
- Jean-Paul Rostagni (* 1948), Fußballspieler